# Сока
Сока е град в префектура Сайтама, Япония. Населението му е 249 706 жители (по приблизителна оценка от октомври 2018 г.), а площта e 27,42 кв. км. Намира се в часова зона UTC+9 на 30 км от Токио. Основан е през 1958 г.